# 上杉站

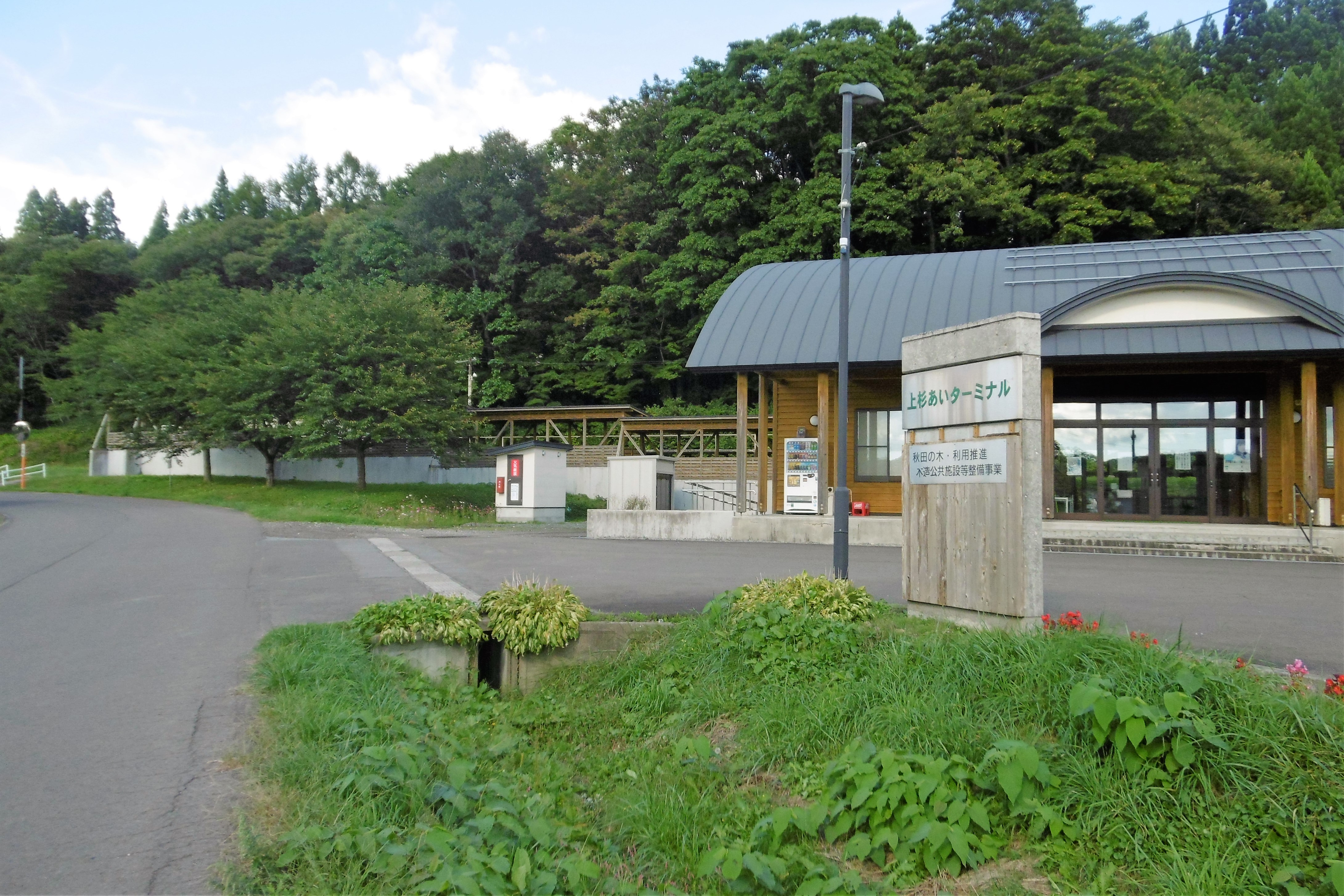
站前

上杉站（日语：／ Kamisugi eki */?）是位於秋田縣北秋田市上杉字相染岱，屬於秋田內陸縱貫鐵道的秋田內陸線車站。

## 歷史
- 1965年（昭和40年）
  - 9月4日：國鐵發表於同年10月1日開設此站[1]。
  - 9月30日：由於車站大樓和月台還未完工，因此取消明天啟用[1]。
  - 11月21日 - 國鐵阿仁合線車站啟用，當時位於北秋田郡合川町（日语：合川町）。
- 1986年（昭和61年）11月1日 - 秋田內陸縱貫鐵道接管阿仁合線，成為秋田內陸縱貫鐵道秋田內陸北線（1989年改名為秋田內陸線）[2]。

## 車站構造
此站是地面車站，設有1面1線的單式月台。此站沒有設置站房，在月台上設有候車室。

## 使用狀況
| 1日上落車人次 | 1日上落車人次 |
| 年度          | 1日平均人次   |
| ------------- | ------------- |
| 2016年        | 19            |
| 2017年        | 21            |

## 車站周邊
- 上杉簡易郵局
- 北秋田市上杉愛終端（綜合設施）
- 秋田縣道3號二井森吉線（日语：秋田県道3号二ツ井森吉線）
- 北秋田市立合川東小學
- 八幡神社
- 阿仁川（日语：阿仁川）

## 相鄰車站
秋田內陸縱貫鐵道
■秋田內陸線
□快速、■普通
合川－上杉－米內澤

## 注腳
1. 1 2  “駅舎がなく停車不能 北大曲・鶯野・上杉の三駅 着工遅れ ダイヤ取り消す” 秋田魁新報 (秋田魁新報社): p11. (1965年10月1日 朝刊)
2. ↑  . 鐵道雜誌 (鐵道雜誌社). 1987-01, 21 (1): 50 （日语）.
3. ↑  国土数値情報(駅別乗降客数データ)  （页面存档备份，存于）（日語） - 統計情報研究，2020年8月30日參閲

## 外部連結
- 路線圖（各站資訊） （页面存档备份，存于）（日語） - 秋田內陸縱貫鐵道